# Service des transports en commun de l'agglomération rennaise
Pour les articles homonymes, voir STAR et Star't.
Le Service des transports en commun de l'agglomération rennaise (STAR) est un service de transport public de voyageurs organisé par Rennes Métropole sur l'ensemble de son territoire. Exploité par Keolis Rennes, le réseau se compose de deux lignes de métro et de 148 lignes de bus. Le service propose également STAR, le vélo, un réseau de vélo en libre service, STAR, le covoiturage, un service de covoiturage et HandiSTAR pour le transport des personnes handicapées dans la métropole rennaise.
Le réseau est qualifié comme modèle par la maison mère, Keolis, grâce notamment au succès de son métro malgré la relative petite taille de la ville et les expérimentations effectuées sur le réseau STAR.
Le réseau transporte quotidiennement 390 000 voyageurs (en 2023) et a transporté 103,3 millions de personnes durant l'année 2023.

## Histoire
L'histoire du STAR s'inscrit dans celle des transports en commun rennais.

### Avant le STAR

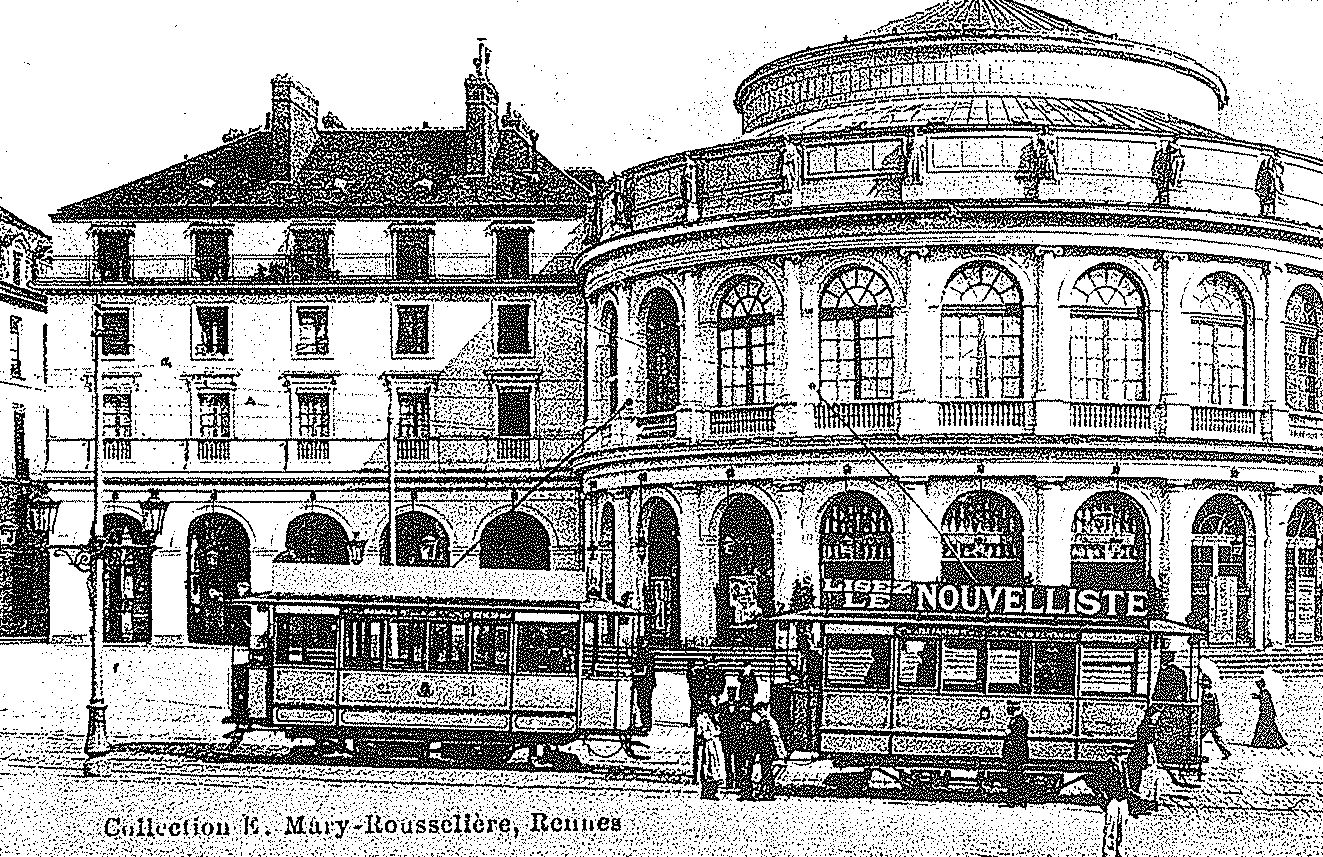
Tramways rennais devant l'opéra.

L'histoire des transports en commun rennais débute avec le tramway de Rennes à voie métrique, exploité entre 1897 et 1952 par la Compagnie de l'Ouest électrique sous le nom de Tramways Électriques Rennais (TER). Il s'agit d'un réseau rayonnant autour de la place de la mairie, à Rennes, où la majorité des correspondances sont possibles. La première ligne interurbaine est mise en place en 1907 vers Cesson-Sévigné. Ce réseau est complété par les haltes rennaises des Tramways d'Ille-et-Vilaine, depuis 1894.
En 1933, les premiers autobus font leur apparition en complément du tram sur certaines lignes. Le 15 mai 1939, le conseil municipal demande le remplacement des trams par des bus mais ce projet est retardé par la guerre, le dernier tram circule en 1952. La disparition du tram occasionne quelques petits changements : les Tramways Électriques Rennais deviennent les Transports Urbains Rennais (TUR) et les bus reprennent l'intégralité des lignes exploitées par les trams, avec quelques extensions de lignes permettant de desservir de nouveaux quartiers,.
Le réseau s'étend progressivement durant les trente glorieuses pour suivre le développement urbain de Rennes qui voit sa population augmenter à la suite de l'exode rural,.

### Naissance du STAR

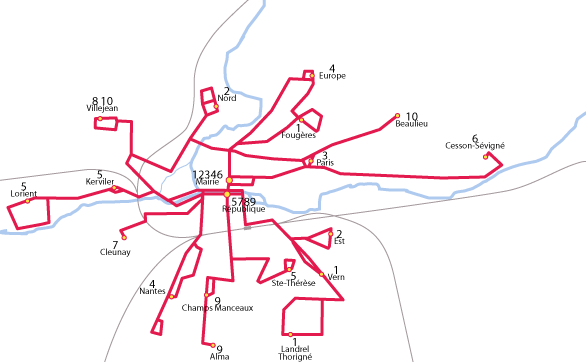
Plan du réseau de bus rennais en 1972

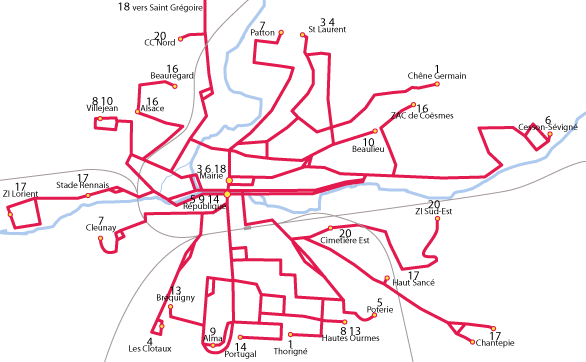
Plan du réseau de bus rennais en 1997

La concession signée pour l'exploitation du réseau de tramways électriques par la COE expire le 16 mars 1972,. La ville de Rennes décide alors de mettre en place un nouveau contrat d'exploitation, pour environ 4 ans : les Transports Urbains Rennais laissent la place au Service des transports en commun de l'agglomération rennaise, le STAR. La tarification des transports par section laisse la place au ticket à la durée, valable une heure, en 1972.
Le réseau, qui jusqu'alors ne desservait que Rennes et Cesson-Sévigné, s'étend à partir de 1973 vers les communes environnantes, : Chartres-de-Bretagne, puis Saint-Grégoire et Chantepie l'année suivante.
En 1972 apparaissent les premiers couloirs de bus et, en décembre 1976, les premiers autobus articulés. Un service de nuit est mis en place en 1973 pour permettre aux étudiants de Villejean de rejoindre le campus depuis la gare le dimanche soir. En octobre 1979, un service de bus de nuit est également mis en place les autres jours de la semaine pour compléter la desserte.
À partir de septembre 1980, le Syndicat intercommunal des transports collectifs de l'agglomération rennaise (SITCAR) est désormais compétent pour organiser les transports sur l’agglomération rennaise. En effet, l'augmentation de la population se fait à présent majoritairement sur les communes périphériques, et la ville de Rennes ne peut plus assumer financièrement les besoins de déplacements d'un bassin de vie de plus en plus large. En septembre 1981, treize nouvelles lignes suburbaines sont créées,, rejointes par d'autres entre 1984 et 1991 au fil des adhésions de communes au SITCAR. La gestion des transports scolaires est assurée par le SITCAR en 1984.
Le 25 janvier 1987 la STUR est fondée et se substitue à la compagnie de l'Ouest électrique qui conserve le réseau de transports du Mans jusqu'à sa disparition définitive à la suite de l'échéance de la concession mancelle le 31 octobre 1988.

### L'avènement du métro
Afin de répondre à l'augmentation progressive de la fréquentation du réseau, le SITCAR étudie l’opportunité d'un système de transport en commun en site propre entre 1986 et 1989. Plusieurs études sont menées sur deux modes de transport : un métro VAL (comme à Lille depuis 1983) ou un tramway (comme le nouveau réseau de Nantes, ouvert en 1985),,,. Le 26 octobre 1989, le Comité syndical du SITCAR se prononce pour le VAL, au lendemain du vote de la ville de Rennes,,,,.
En 1992, Rennes District devient l'autorité organisatrice des transports pour la communauté de communes de la région rennaise, ce qui entraîne la disparition du SITCAR,.
Le 1er janvier 1994, la Société d'économie mixte des transports collectifs de l'agglomération rennaise (SEMTCAR) qui assure la maitrise d'ouvrage du métro devient l'exploitant du réseau STAR, mais délègue cette tache majoritairement à la Société des transports urbains rennais (STUR) pour 70 % des services et aux affrétés pour les 30 % restants, tandis que le service de transport spécialisé est opéré par une association.
En 1999, la STUR remporte le contrat de délégation de service public d’exploitation du réseau STAR proposé par le District ; le 26 décembre 2006 elle est renommée en Keolis Rennes.
La construction de la ligne A du métro se déroule du 6 janvier 1997 au 15 mars 2002, date de l'inauguration officielle de la ligne,,. Entre-temps, Rennes District s'est transformé en communauté d'agglomération et a pris le nom de Rennes Métropole, transformée en métropole en 2015. En parallèle, le District étudie dès 1996 la réalisation de l'axe Est-Ouest, un ensemble de voies bus entièrement en site propre traversant la ville.
Le 1er mars 2006, le STAR adopte la carte KorriGo.
Le 1er mars 2010, Keolis Rennes a ouvert ses données non nominatives et liées au territoire rennais sous une licence Creative Commons, afin que, dans le cadre d'une démarche d'open data, les utilisateurs puissent créer des supports d'information  enrichis sur les transports rennais. Cette opération est une première en France. Depuis 2014, les données relatives aux lignes du réseau sont publiées par le STAR sur son propre service de données en ligne STAR Data Explore, cette fois sous licence Open Database License (ODbL).
Fort du succès de la première ligne, Rennes Métropole engage les études d'une seconde ligne de métro, la ligne B, dont la construction débute en janvier 2014,, elle est inaugurée le 20 septembre 2022 après plusieurs années de report en raison de la pandémie de Covid-19 et de problèmes techniques,.
Le 15 novembre 2018, Keolis Rennes et Rennes Métropole mettent en place un service expérimental de navettes autonomes de marque Navya sur le campus de Beaulieu, appelé la ligne 100. L'expérimentation dure initialement jusqu'en juin 2019 ; la ligne a été suspendue en mars 2020 à cause de la pandémie de Covid-19 et jamais rétablie depuis,,.

### Identité visuelle
Apparu en 1998 et peu modifié jusqu'à l'apparition de sa version monochrome bleu roi, le logo du STAR était composé de trois couleurs principales (bleu roi, vert émeraude et jaune citron), dont les deux dernières sont présentes sur l'anneau qui symbolise l'union des communes de Rennes Métropole. Les couleurs Pantone sont respectivement Pantone Reflex Blue C  #001489, Pantone 326 C  #00B2A9 et Pantone 123 C  #FFC72C.

Logo des TUR (avant 1972)[37]
Logo de 1972[7]
Logo de 1980 (création du SITCAR)[38],[11]
Logo de 1992 (après la dissolution du SITCAR)[39]
Logo de 1998[Nor 3],[35]
Logo des années 2000 (Rennes District devenu Rennes Métropole)[40]
Logo des années 2010[40]
Logo actuel à partir de 2023[40]

### Slogans
Le réseau a connu divers slogans au fil des ans :
- 1991 : Le bus, la vie sans arrêt[41].
- 1995 : Bougez bus, c'est l'astuce ![42].
- 2000 : Le STAR, au cœur de vos envies ![43].
- 2011 : STAR, un service de Rennes Métropole[44]

## Le réseau

### Généralités

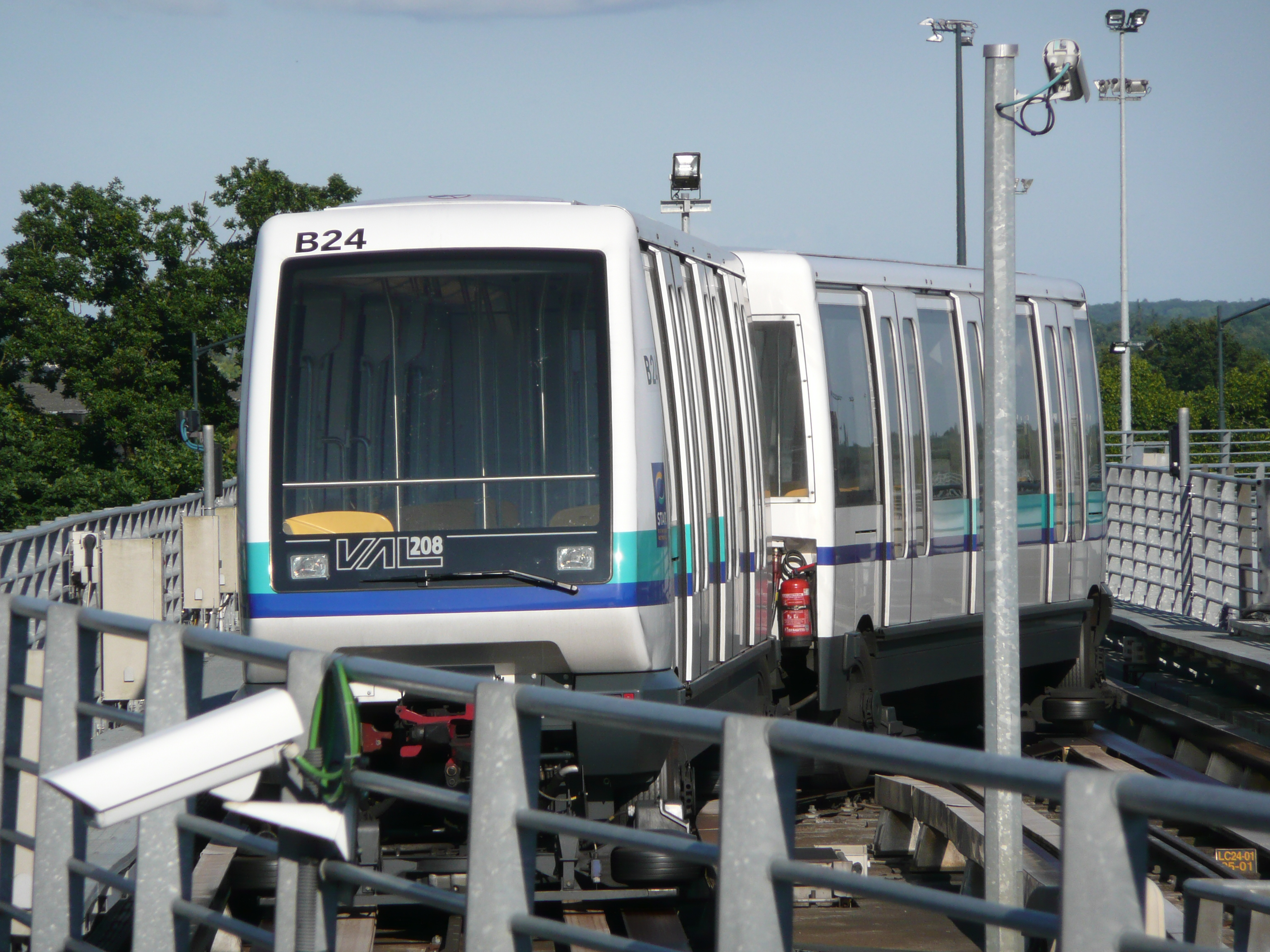
Rame changeant de voie au terminus La Poterie de la ligne A.

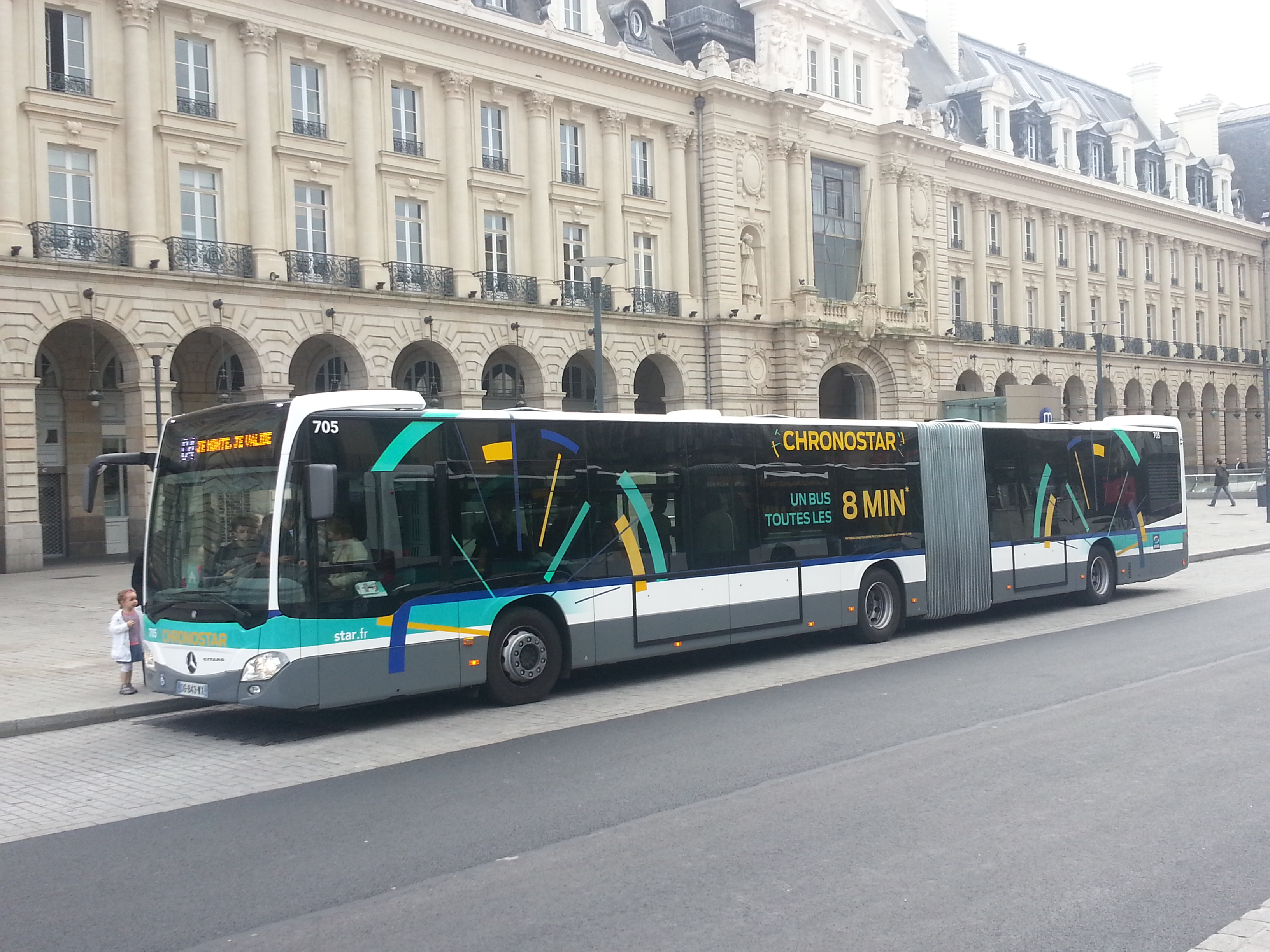
Bus Chronostar à la station République

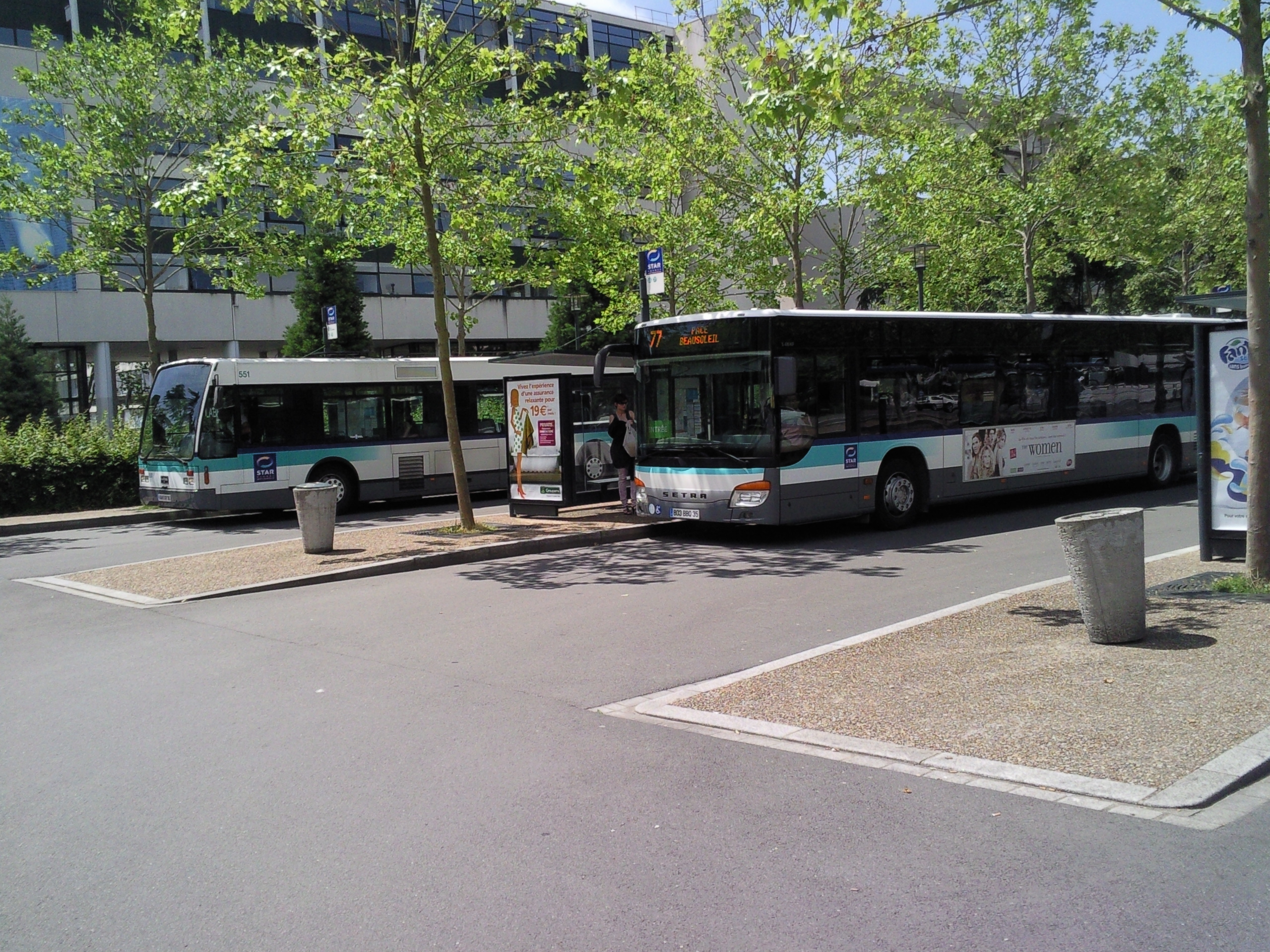
Deux bus à la station Villejean-Université

Par délégation de service public, l'exploitation du réseau est confié par Rennes Métropole depuis le 1er janvier 1999 à Keolis Rennes, dénommée Société des transports urbains rennais (STUR) jusqu'en décembre 2006 et filiale à 100 % du groupe Keolis. La délégation, d'une durée de sept ans a été renouvelée à trois reprises en 2007, 2013 et 2018 ; le contrat actuel court initialement jusqu'en 2024 puis est prolongé jusqu'en 2025,,,.
Le renouvellement de 2013 s'accompagne de l'intégration d'Handistar au contrat, sous-traité au précédent délégataire le SRTS et celui de 2018 intègre STAR, le vélo qui faisait précédemment l'objet d'un contrat à part déjà attribué à Keolis,,.
L'ensemble des véhicules et des installations (stations, voies de métro, dépôts, bureaux, etc.) sont la propriété de Rennes Métropole — à l'exception des dépôts des sous-traitants — et mis à disposition du délégataire qui assure l'exploitation, en échange d'une subvention nommée « contribution forfaitaire » et des ventes des titres de transport. Fin 2024, Keolis Rennes devient la première entreprise de transport en Europe à obtenir la certification B Corp.
Pour le renouvellement du contrat d'exploitation du réseau pour la période allant du 1er janvier 2013 au 31 décembre 2017, le sortant Keolis Rennes l'a emporté face à la société Veolia Transport,. Seul candidat en lice pour la période allant du 1er janvier 2018 au 31 décembre 2024, l'exploitant sortant est à nouveau reconduit. En 2022, le contrat est prolongé d'un an, soit jusqu'au 31 décembre 2025.
En 2023, 25,4 millions de kilomètres ont été parcourus dont 5,4 millions pour le métro et 20 millions pour les bus. Le réseau STAR représente 13 % des déplacements au sein de la métropole rennaise, pour seulement un pour cent des émissions de gaz à effet de serre : 58 % des déplacements s'effectuent en métro ou en bus électrique, 5 % avec des bus au gaz naturel et 37 % avec des bus au Diesel. En 2019, ce sont 22,1 millions de kilomètres qui ont été parcourus, dont 2,4 millions pour le métro et 19,7 millions pour les autobus.

Ancien logo de Keolis Rennes de 2007 à 2017
Logo actuel de Keolis Rennes depuis 2017

### Les lignes
Le réseau complet de transports se compose, en exploitation normale, de deux lignes de métro et 148 lignes de bus régulières et scolaires, soit une longueur cumulée de 2 035 km de lignes, mise bout à bout,. Il fonctionne toute l'année, sept jours sur sept, à l'exception du 1er mai où seul le service STAR, le vélo est disponible.
Colonne vertébrale du réseau, le métro de Rennes se compose de deux lignes (ligne A et ligne B) pour une longueur totale de 23,5 km et 28 stations.
Les lignes du réseau d'autobus de Rennes irriguent Rennes Métropole, réparties en plusieurs familles.
Les « lignes urbaines » desservent Rennes et les communes limitrophes du noyau urbain : Cesson-Sévigné, Chantepie, Saint-Grégoire et Saint-Jacques-de-la-Lande ainsi que Bruz. On y retrouve les lignes « Chronostar » (C1 à C7 et C7ex) complétées par les lignes 10 à 14, les lignes inter-quartiers (numéros en 3x) et la navette gratuite de centre-ville. Les nuits du jeudi au dimanche en dehors des horaires habituels du réseau, les lignes « Star de nuit » N1 à N5 desservent notamment Rennes et le campus de Ker Lann.
Les « lignes métropolitaines » desservent les communes plus éloignées de Rennes Métropole, rayonnant en étoile au départ des stations de métro périphériques pour la plupart. Elles sont numérotées de 50 à 83 et complétées aux heures de pointe par des services express (la ligne 152ex pour la ligne 52 par exemple) pour certaines. Il existe aussi des lignes intercommunales (numéros en 9x) ne desservant pas Rennes.
Pour les besoins des élèves, de nombreuses lignes scolaires sont mises en place, il en existe deux types : les « lignes complémentaires » (numéros 200 à 245) ouvertes à tous les voyageurs et les lignes « transport scolaire » (lignes Ts1 à Ts91 et RPI-1) réservées aux collégiens et lycéens.
Il existe aussi des lignes spéciales desservant certains sites de l'agglomération, tels que les étangs d'Apigné (Api'Bus), l'usine Stellantis (Touche Tizon) ou le MusikHall.
Les soirs de match au Roazhon Park, des « bus de stade » desservent le stade depuis et vers les quartiers de Rennes et la plupart des communes de Rennes Métropole.

### Handistar
Le service Handistar, destiné aux personnes à mobilité réduite, est exploité techniquement par le Service rennais de transport et de services (SRTS), filiale de Keolis. En 2012, ce service a assuré 100 000 voyages, 280 par jour en moyenne, et a été utilisé par 1 450 utilisateurs. Le SRTS emploie, en 2013, 48 salariés dont 37 conducteurs-accompagnateurs. En 2019, 2021 et 2022 Handistar a assuré respectivement 113 000, 78 700 et 87 500 voyages environ.
La création du service remonte à 1976 sous la forme du Service de transport pour personnes handicapées (STH) géré par une association et qui est intégrée en 1996 à l'offre du réseau STAR sous son nom actuel, Handistar ; son exploitation est assurée par SRTS (Keolis) depuis 2000 après quatre ans d'exploitation par le GIHP d'abord en tant que délégataire, puis comme sous-traitant de Keolis Rennes à partir de 2013 quand la délégation de service public du réseau STAR intègre Handistar au contrat,.
En 2004, Handistar devient le premier service de ce type à être labellisé NF Service.
En 2013 la tarification spécifique est supprimée, la tarification classique du STAR s'applique au service.
En 2019, la flotte est constituée de 34 minibus dont de nombreux Renault Master III et des Peugeot Expert II ; les véhicules sont remplacés tous les sept ans,. Par le passé, le service a eu des Renault Trafic I à la fin des années 1990 et des Renault Master II durant les années 2000,.

## Intermodalité

### STAR, le vélo

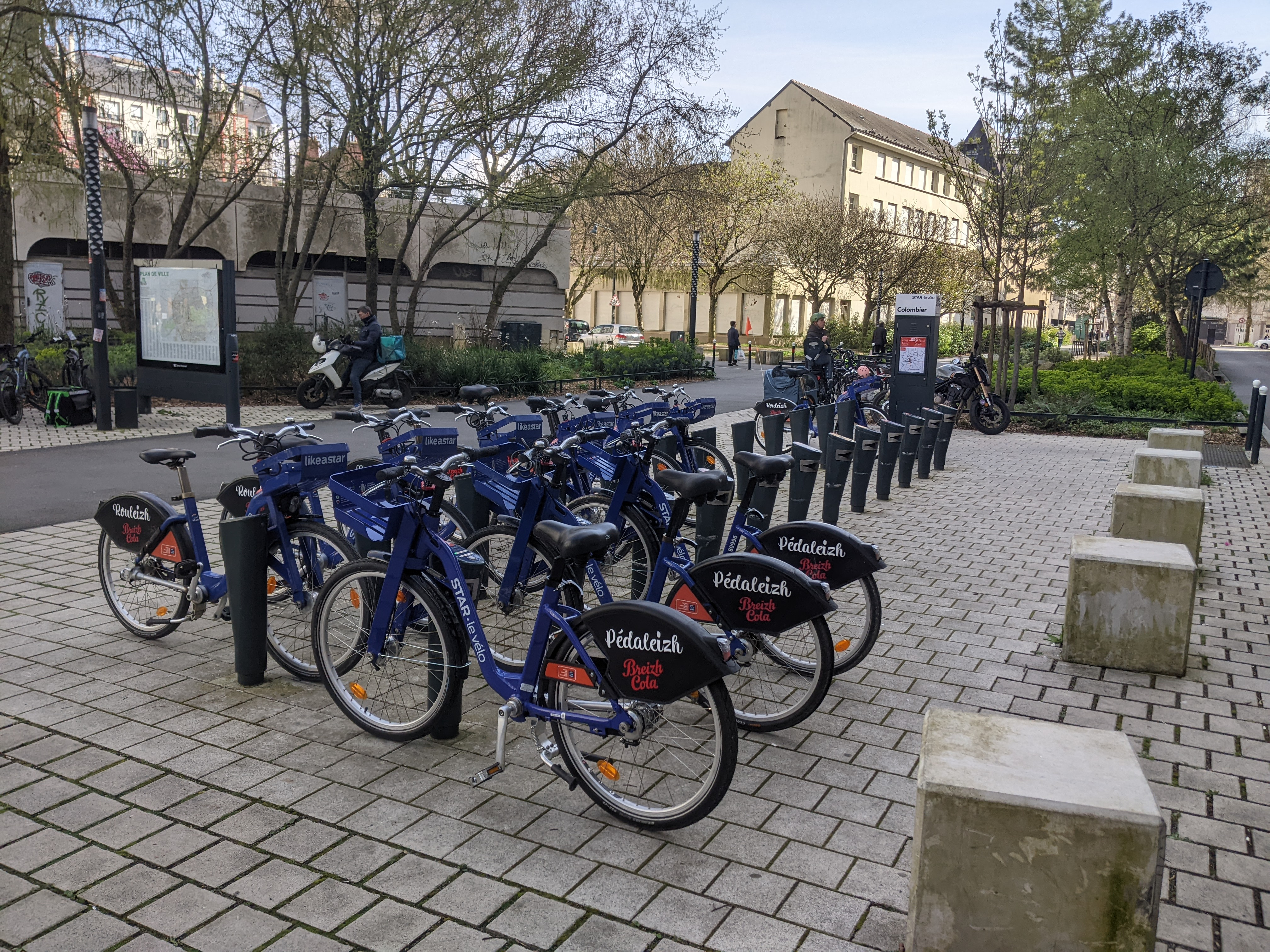
La station Colombier du service STAR, le vélo.

STAR, le vélo est le système de vélos en libre-service mis en place par Rennes Métropole. Sa mise en service a eu lieu le 22 juin 2009, en remplacement d'un premier système après dix années de service. 55 stations (650 vélos) desservent exclusivement la ville de Rennes.
Un service de location longue durée est aussi mis à disposition, tout comme le service « C-Park Vélo » opéré par Citédia, un ensemble d'abris à vélo sécurisés disposés dans Rennes, principalement à des stations de métro, ainsi que des box sécurisés sur le reste du territoire de Rennes Métropole,. Depuis septembre 2019, en plus des vélos en location longue durée, une centaine de trottinettes électriques sont proposées à la location.

### Covoiturage

Logo global des offres de covoiturage du réseau STAR.

En septembre 2016, le STAR et Rennes Métropole ont mis en place à titre expérimental un service de covoiturage nommé « LE Covoit'STAR » entre Acigné et le campus de Beaulieu ou la zone d'activités des Champs Blancs à Cesson-Sévigné, en complément de la ligne de bus 64. Le système est décrit par ses responsables comme « une sorte d'autostop organisé ».
L'utilisateur doit se présenter à un des arrêts de bus concerné et signalé par ce service, ainsi que l'aire de covoiturage des Champs Blancs, et doit indiquer sa volonté par une pancarte, tandis que le conducteur est identifiable grâce à un macaron apposé sur son véhicule.
Après une expérimentation positive, le covoiturage périurbain est facilité par la mise en place d'un système de réservation en temps réel basé sur le principe de l'application Instant System, testée à Bordeaux. En 2018, le service de covoiturage est généralisé sur l'ensemble du territoire de Rennes Métropole.
Un autre service de covoiturage, nommé « éHop », est lancé en mai 2015 dans tout le département d'Ille-et-Vilaine puis est intégré en mai 2018 au service régional « OuestGo », et un service d'autopartage nommé Citiz Rennes Métropole (City Roul' jusqu'en 2019) est disponible à Rennes depuis 2006 avec 35 stations et 50 véhicules, et compte 500 utilisateurs en 2016,. Le 31 décembre 2023, le service « LE Covoit'STAR » s'arrête au profit du système « OuestGo » dont la métropole est partenaire et ce « en attendant la mise en œuvre d’un service plus ambitieux sur le bassin de vie rennais ».
Le nouveau « Covoit'STAR » est lancé le 1er janvier 2025 en partenariat avec BlaBlaCar, avec un coût par trajet pour l'usager de 50 centimes d'euros au-delà des 6 mois de gratuité au lancement, le conducteur est indemnisé à haute de 1,50 à 3 euros par passager selon la distance parcourue, avec un plafond mensuel pour éviter la concurrence avec les taxis. L'application permet des trajets de 5 à 60 kilomètres ayant pour origine ou destination un lieu situé dans la métropole et redirige l'usager vers le réseau STAR quand un trajet avec ce dernier est plus adapté.
L'objectif de la métropole est d'attendre 235 000 trajets en 2025 et 350 000 trajets en 2027. L'investissement pour Rennes Métropole est de 1,6 million d'euros sur 3 ans, dont 400 000 financés par l'État.

#### Star't
En 2021, le service « Star't » est ouvert au public : il s'agit d'une ligne de covoiturage indicée st1 permettant de covoiturer sans réservation préalable du lundi au vendredi de 7 h à 20 h, l'utilisateur n'ayant qu'à faire une demande à la borne située à un point d'arrêt, les automobilistes étant alors prévenus par l'application ou les panneaux d'information lumineux placés le long des routes,.
Le service est opéré (gestion des réservations et de l'information aux conducteurs et voyageurs) par la société Ecov qui fournit son système Covoit'ici sous marque blanche,.
L'accès est gratuit pour les utilisateurs, qui seront récompensés par des points de fidélité échangeable contre des cadeaux, le conducteur est rémunéré à hauteur de 1 € par trajet même sans passager du moment qu'il lance l'application et passe par au moins deux arrêts du service ; en cas d'absence de conducteur disponible au bout de 30 minutes, le STAR envoie une voiture de service assurer le trajet.
La ligne relie des communes n'ayant pas de liaisons directes en bus entre-elles : Le Rheu, Pacé, Saint-Grégoire (au centre-ville et dans la zone d'activités Alphasis) et un arrêt à la station de métro Cesson - Viasilva.

### Parc relais

Logo des parcs relais.

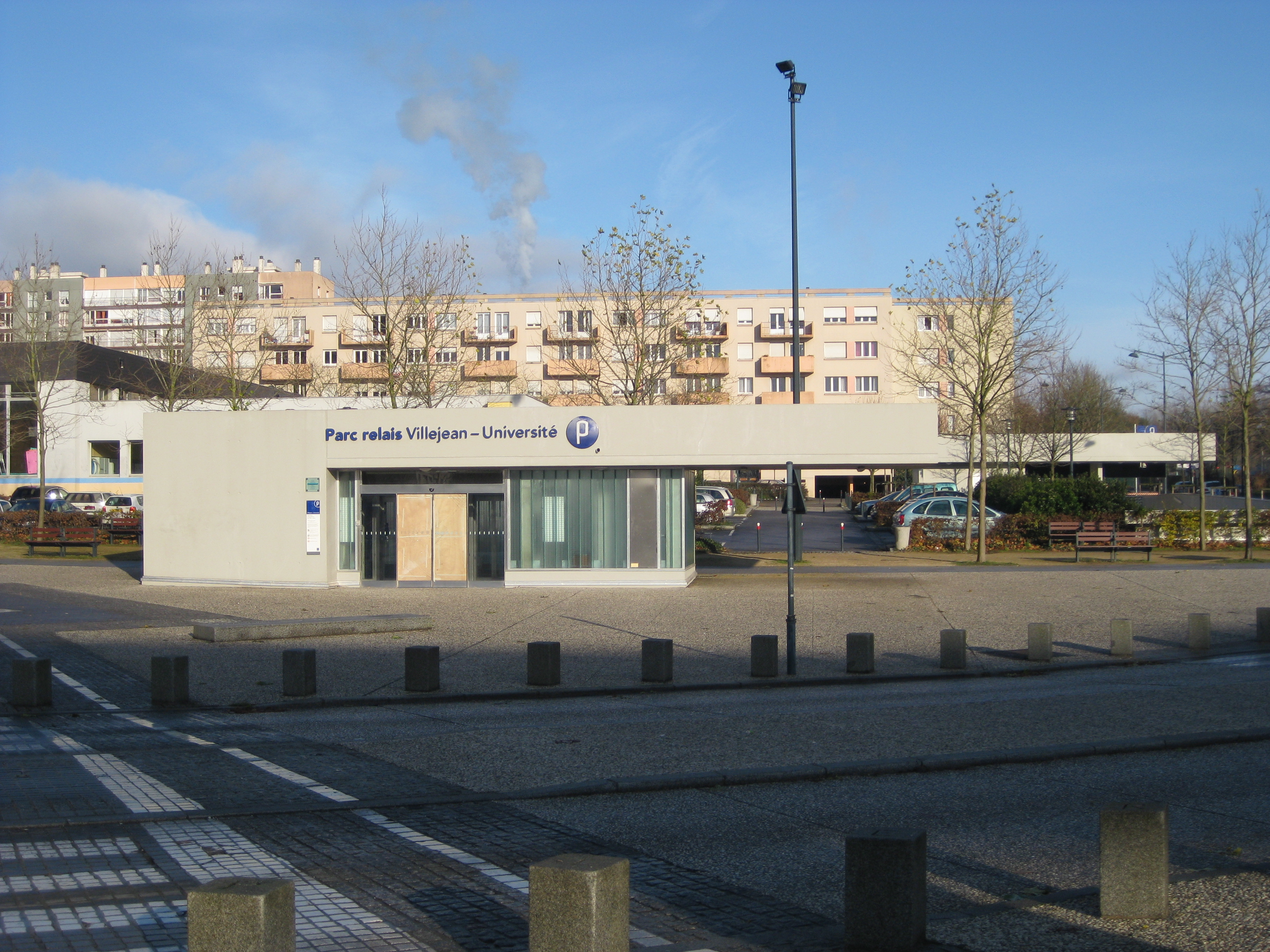
Parc relais de Villejean-Université

Les huit parcs relais surveillés, gratuits pour les utilisateurs du réseau, permettent de stationner son véhicule dans des parkings spécialement aménagés comprenant notamment des places réservées aux personnes à mobilité réduite. Ils offrent en cumulé près de 4 000 places (voir tableau plus bas).
Les parkings ont été progressivement ouverts en lien avec la création de la ligne A du métro entre 2002 et 2007 (dès 2002 pour La Poterie et le parc non surveillé Triangle, vers fin-2003 pour Villejean-Université, août 2005 pour J.F. Kennedy, août 2007 pour Henri Fréville) et avril 2014 pour celui des Préales après transformation d'un parking existant. Le 1er mai ces parkings sont fermés, le réseau ne fonctionnant pas ce jour là.
Ils sont complétés avec la mise en service de la ligne B du métro par trois nouveaux parcs : Cesson - Viasilva (800 places), Les Gayeulles (400 places) et Saint-Jacques - Gaîté (800 places). Ils présentent deux différences notables avec les parcs existants : des parkings vélos sécurisés au fonctionnement séparé (de respectivement 200, 100 et 200 places) et la présence de bornes de recharges pour voitures électriques.
Ils sont ouverts de 5 h (7 h les dimanches et jours fériés) à 1 h du lundi au mercredi et jusqu'à 2 h les jeudis, vendredis et samedis hors période estivale,. Depuis l'ouverture de la ligne B en 2022, seuls les parcs des Gayeulles, de J.F. Kennedy et de Henri Fréville restent fermés les dimanches et jours fériés ; ils sont également tous fermés en dehors des horaires de fonctionnement du métro pour éviter le phénomène de « voitures-ventouses » restant stationnées durant des jours.
Les parcs relais situés le long de la ligne A du métro ont accueilli 544 000 voitures en 2014.
Depuis avril 2016 et jusqu'en juin 2017 (initialement juin 2016), vingt places de chaque parc relais sont dédiées au covoiturage et repérées par l'inscription « Ici je co-voiture et j'utilise le réseau Star », et la métropole incite la population à privilégier cette façon de se déplacer afin de faire face à la saturation régulière des parcs relais avec des taux de remplissages de 90 à 100 % en semaine, fortement sollicités de par le succès du métro, dont la solution à court-terme pour le parc de La Poterie, qui représente 30 % de la fréquentation, a été d'aménager un arrêt minute destiné au covoiturage,,. Ce parc relais a vu sa capacité augmenter à près de 600 places en septembre 2021, puis sera porté à 700 places places dans les mois qui vont suivre puis à plus long terme, il sera porté à 1 000 places,.
Concernant le parking de Cesson - Viasilva, la structure définitive n'ouvre que le 14 mars 2023, un parking temporaire de 300 places est utilisé d'ici là.
Durant la fermeture de la ligne B en 2024, les parcs relais de Cesson et de Viasilva ont été exploités comme des parkings gratuits classiques, sans besoin de valider un titre STAR en sortie, accessibles aux horaires de fonctionnement habituels. Dans le cadre de la mise en place de la ZFE-m au 1er janvier 2025, les parcs relais sécurisés restent en dehors du périmètre restreint afin de permettre aux possesseurs de véhicules exclus par le dispositif de s'y garer et prendre les transports en commun.
Les huit parcs relais sécurisés, réservés aux utilisateurs du réseau, sont :
| Nom                    | Localisation                | Capacité totale | Zone covoiturage       | Capacité vélos | Accès (principales lignes)                                          |
| ---------------------- | --------------------------- | --------------- | ---------------------- | -------------- | ------------------------------------------------------------------- |
| Cesson - Viasilva      | 48° 07′ 57″ N, 1° 37′ 14″ O | 813             | Non                    | 200            | (Logo du métro de Rennes) · (Logo de la ligne b du métro de Rennes) |
| Les Gayeulles          | 48° 07′ 47″ N, 1° 39′ 27″ O | 404             | Oui                    | 100            | (Logo du métro de Rennes) · (Logo de la ligne b du métro de Rennes) |
| Henri Fréville         | 48° 05′ 15″ N, 1° 40′ 28″ O | 418             | Oui                    | 0              | (Logo du métro de Rennes) · (Logo de la ligne a du métro de Rennes) |
| J.F. Kennedy           | 48° 07′ 16″ N, 1° 42′ 49″ O | 397             | Oui                    | 0              | (Logo du métro de Rennes) · (Logo de la ligne a du métro de Rennes) |
| La Poterie             | 48° 05′ 13″ N, 1° 38′ 37″ O | 557             | Oui (distincte du P+R) | 0              | (Logo du métro de Rennes) · (Logo de la ligne a du métro de Rennes) |
| Les Préales            | 48° 06′ 49″ N, 1° 38′ 25″ O | 262             | Oui                    | 0              | C4 C6                                                               |
| Saint-Jacques - Gaîté  | 48° 05′ 28″ N, 1° 42′ 13″ O | 775             | Oui                    | 200            | (Logo du métro de Rennes) · (Logo de la ligne b du métro de Rennes) |
| Villejean - Université | 48° 07′ 19″ N, 1° 42′ 15″ O | 387             | Oui                    | 0              | (Logo du métro de Rennes) · (Logo de la ligne a du métro de Rennes) |

Il existe aussi des parcs relais non surveillés : deux à Cintré, aux gares de Betton, Chevaigné et L'Hermitage - Mordelles, à Gévezé, au Rheu, deux à Mordelles, à Saint-Sulpice-la-Forêt au Roazhon Park et celui de 68 places à la station Triangle de la ligne A.
Six nouveaux parcs relais seront créés dans le cadre du projet « Trambus » le long des quatre lignes et d'autres verront le jour en deuxième couronne :
- Bocage Citadin à Chantepie (sur la ligne T3) ;
- Cesson Rigourdière à Cesson-Sévigné (à un terminus de la ligne T2) ;
- Ker Lann à Bruz (sur la ligne T4) ;
- La Plesse à Saint-Grégoire (sur les lignes T1 et T3) ;
- Trois Marches à Vezin-le-Coquet (à un terminus de la ligne T2) ;
- Uttenreuth à Saint-Grégoire (sur la ligne T3).

Ces nouveaux parc relais auront des capacités relativement faibles, de 80 à 250 places.

### Train
Les lignes du STAR desservent les différentes gares de l'agglomération de façon plus ou moins directe, certaines gares comme celle de Ker Lann sont éloignées de l'arrêt de bus le plus proche,. Les gares de Rennes et de Pontchaillou sont notamment desservies par le métro. L'ensemble des gares de Rennes Métropole sont accessibles via la tarification Unipass permettant d'emprunter indifféremment les métros, bus et trains autour de Rennes.

### Autocar
L'agglomération rennaise est le point central des lignes BreizhGo en Ille-et-Vilaine, de nombreuses correspondances sont possibles aux stations de métro desservies par ces lignes dont notamment la gare routière,.
Les lignes 507 et 510 du réseau BreizhGo sont également accessibles avec la tarification STAR sur le territoire de Rennes Métropole.

### La Navette Plus
L'hôpital de Pontchaillou possède depuis avril 2013 une navette gratuite sur réservation via des bornes installées aux arrêts, au départ de la station de métro Pontchaillou et du parking P4, ainsi que d'un troisième arrêt installé ultérieurement au parking P5 et à destination des différents services de l'hôpital tous les jours de 7 h 30 à 19 h 30. À son lancement, le service utilise deux Renault Kangoo ZE.

## Accessibilité
Le métro, conçu dès l'origine pour prendre en compte l'accessibilité, et l'ensemble des lignes de bus régulières et complémentaires (lignes 2xx) sont accessibles aux personnes à mobilité réduite, depuis février 2015 pour les lignes régulières et depuis septembre 2015 pour les lignes complémentaires,,. La mise en accessibilité du réseau de bus a commencé en 2001 et, en 2015, 1 207 arrêts de lignes régulières sur 1 436 sont accessibles soit 85 % des arrêts. Rennes Métropole a ainsi investi 19 millions d'euros depuis 2001, dont 10 millions pour les quais des arrêts de bus.
Depuis 2008, tous les bus sont équipés de deux emplacements pour fauteuil roulant. Dans les stations de métro et aux arrêts de bus équipés de bornes d'informations, les utilisateurs malvoyants peuvent déclencher des annonces sonores via une télécommande spéciale ou une application pour téléphone portable compatible bluetooth.
Le service Handistar est aussi mis à disposition.

## Exploitation

### Les exploitants
Le réseau est exploité par Keolis Rennes par délégation de service public mais de nombreuses lignes de bus sont sous-traités à diverses sociétés, c'est le cas notamment de la majorité des lignes métropolitaines et de l'intégralité des lignes scolaires,,.

### Accidents
Outre les incidents constatés sur le métro, les accidents d'autobus sont toujours demeurés particulièrement rares, leur aspect souvent spectaculaire en faisant un sujet de choix pour la presse.
Parmi les accidents graves, on peut citer celui du 27 décembre 2012 où un conducteur de la compagnie affrétée TIV, prenant sa pause au terminus Henri Fréville est décédé après avoir été percuté par un autre bus effectuant une marche arrière. Un autre accident, qui s'est déroulé au même endroit le 5 novembre 2015, a impliqué un bus de la ligne 61 qui a écrasé un piéton qui s'est retrouvé coincé sous l'essieu arrière, mais a survécu. Des autobus peuvent prendre feu, comme en janvier 2017 où un Mercedes-Benz Citaro G C2 de Keolis Rennes a été entièrement détruit à la suite d'un incendie d'origine accidentelle, le feu est parti de l'avant du véhicule pour une raison inconnue ; aucun passager ni le conducteur n'ont été blessés grâce à la réactivité de ce dernier, l'ensemble des bus de cette série ont été révisés afin d'éviter que cet incident se reproduise,.

### Sécurité
En février 2016, une convention a été signée entre Rennes Métropole et la Police municipale pour que les agents de cette dernière puissent renforcer la sécurité à bord des véhicules du STAR en complément des agents de médiation « Amistar » et des agents de prévention, dont les effectifs ont été renforcés au cours des années précédentes,.
Cette mesure fait suite à de nombreux incidents au cours des années précédentes, particulièrement depuis 2012, dont une tentative de braquage au pistolet de la caisse contenant la monnaie issue de la vente des tickets, et ayant conduit à plusieurs arrêts de travail de l'ensemble des conducteurs en signe de protestation et demandant un renforcement de la sécurité, notamment sur les services de nuit,,. Entre 2011 et 2014, le nombre d'agressions physiques ou verbales a augmenté de 45 %, passant de 106 à 204 par an. L'augmentation du nombre de contrôleurs et l'embauche d'agents de médiation a fait retomber ce nombre à 162 en 2015. En octobre 2017, les contrôleurs sont équipés, sur la base du volontariat et à titre expérimental, de caméras afin de pouvoir filmer en vas de situation jugée dangereuse par l'agent ; ce dernier doit avertir l'utilisateur contrôlé de la mise en route de l'appareil.
Le réseau est parfois victime d'actes de vandalisme, comme durant la nuit d'Halloween de 2016 où des bus sont pris pour cible par des projectiles et des abribus sont vandalisés, obligeant à dévier de nombreuses lignes afin d'éviter les quartiers sensibles.
L'installation des pupitres permettant aux conducteurs de signaler des agressions a été étendu sur l'ensemble des bus du réseau, en particulier chez les sous-traitants, en 2016 afin de mieux cibler les lignes et secteurs sensibles.
Un agent de sécurité accompagne les conducteurs sur les lignes « STAR de nuit ».

### Personnel d'exploitation
Le fonctionnement du réseau est assuré en 2023 par 1158 équivalents temps plein dont 625 conducteurs de bus par le délégataire Keolis Rennes. À cela s'ajoutent 300 autres conducteurs pour les différents sous-traitants en 2014. Le réseau compte, en 2016, près de 60 agents de contrôle des titres de transports, dont certains travaillent en civil.

### Information aux voyageurs
L'information aux voyageurs passe par 870 écrans dans les bus, 70 dans les stations de la ligne A du métro et 50 bornes d’informations voyageurs (BIV) dans les abribus, principalement aux pôles d’échanges bus + métro. Le système d'aide à l'exploitation et à l'information voyageurs (SAEIV) permet d’indiquer en temps réel le passage du prochain bus, les perturbations, les correspondances, la disponibilité du Vélo STAR, etc. Ces données sont disponibles en open data et par un service mobile mis à disposition par le STAR, comprenant notamment l'application officielle pour smartphones Android et iOS,.
Le SAEIV présente le défaut que, si le système radio permettant aux conducteurs de bus de communiquer avec le poste de commande tombe en panne, le fonctionnement du réseau est fortement perturbé voire totalement interrompu comme cela s’est produit le 5 août 2015 où la panne de ce système a provoqué l’arrêt du réseau de bus à partir de 9 h du matin et pour plusieurs heures.
Le STAR informe aussi via les réseaux sociaux au travers de ses comptes Facebook, Instagram, TikTok, Whatsapp, X (depuis 2009) et YouTube, et via un service d'alerte info trafic par SMS.

### Tarification et financement

#### Tarification

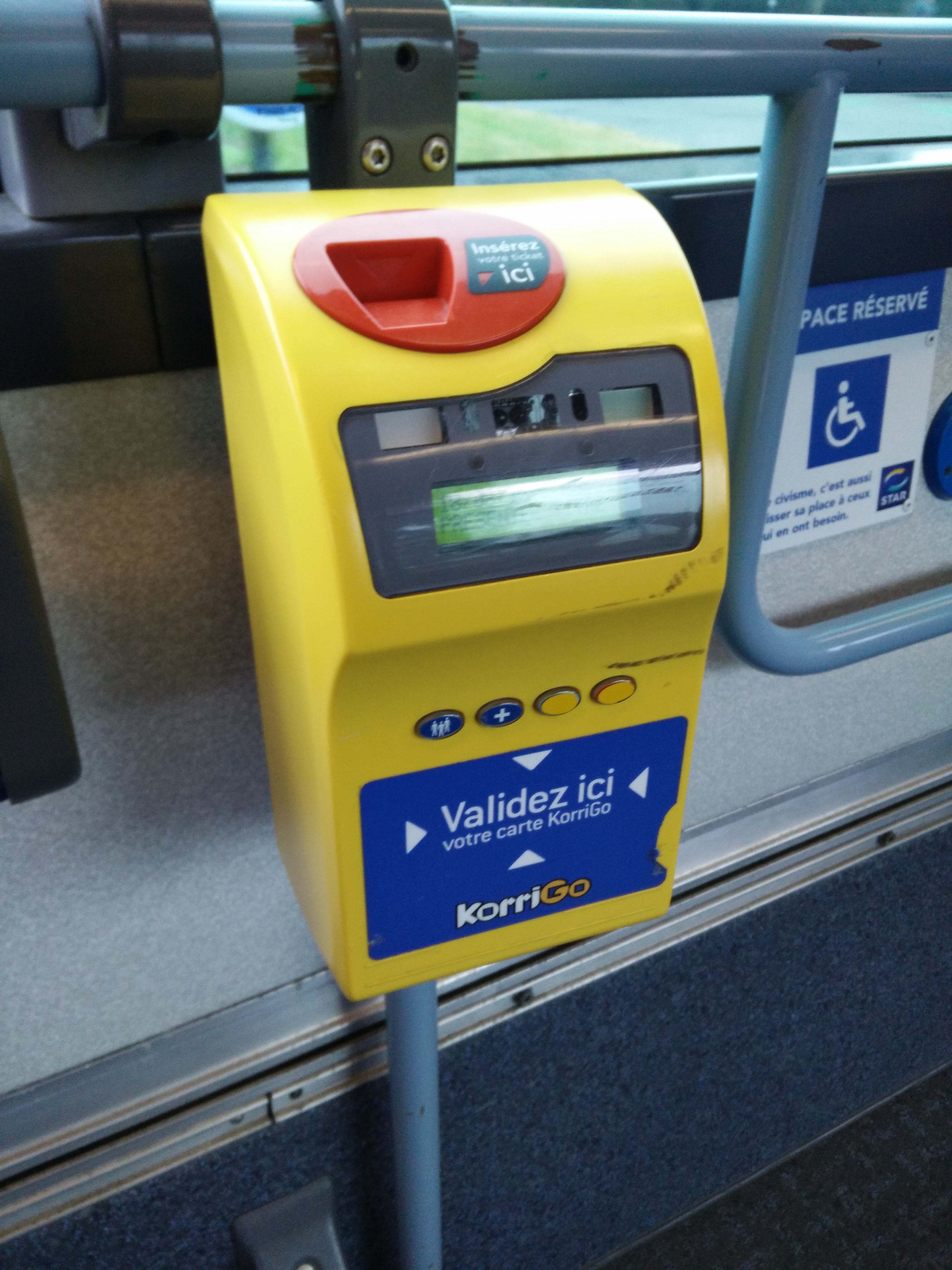
Ancienne borne de validation pour carte Korrigo et ticket à bord des bus, remplacée par un nouveau modèle en décembre 2020.

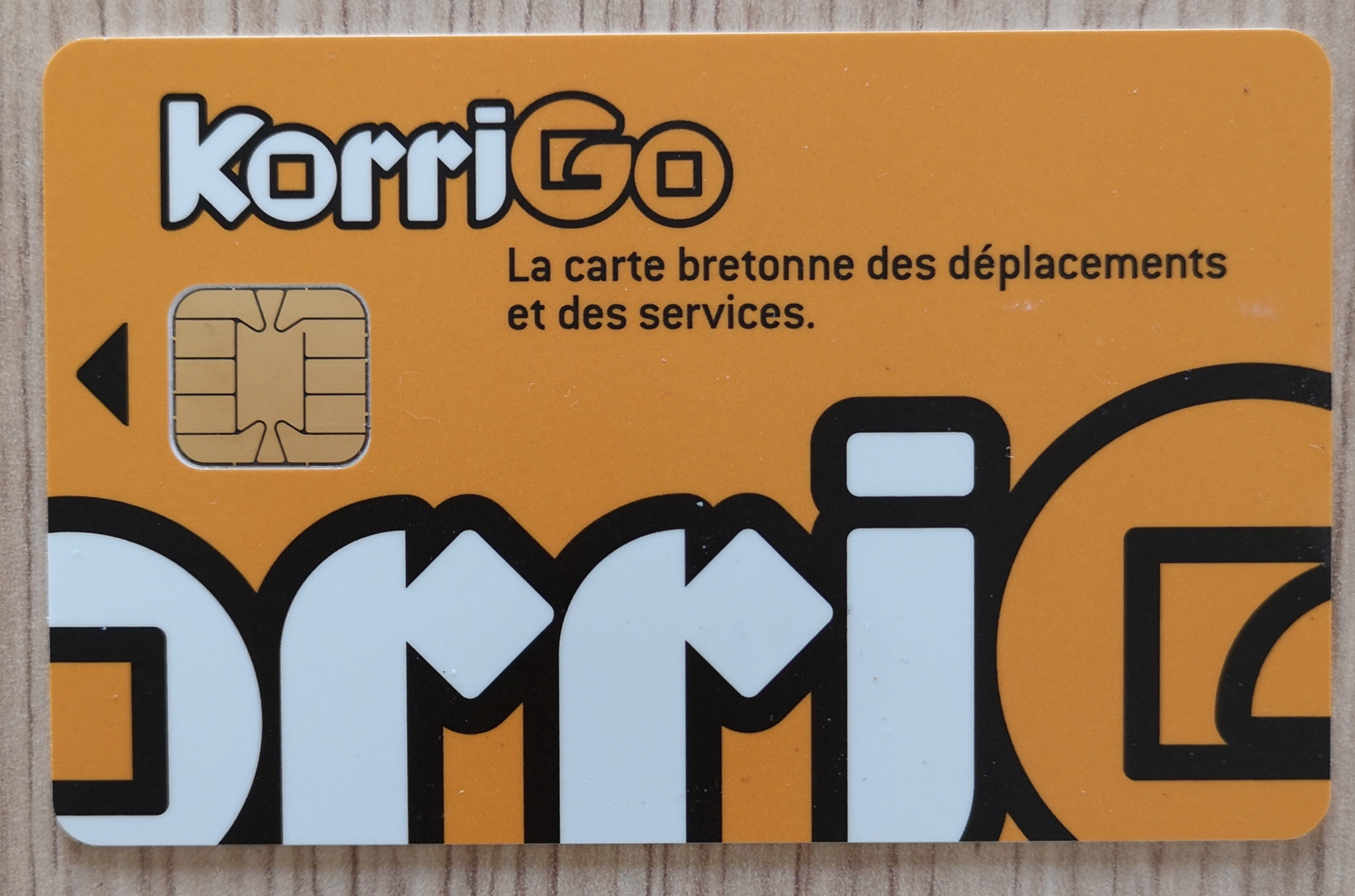
Carte Korrigo, qui peut stocker des titres à l'unité et des abonnements au réseau STAR.

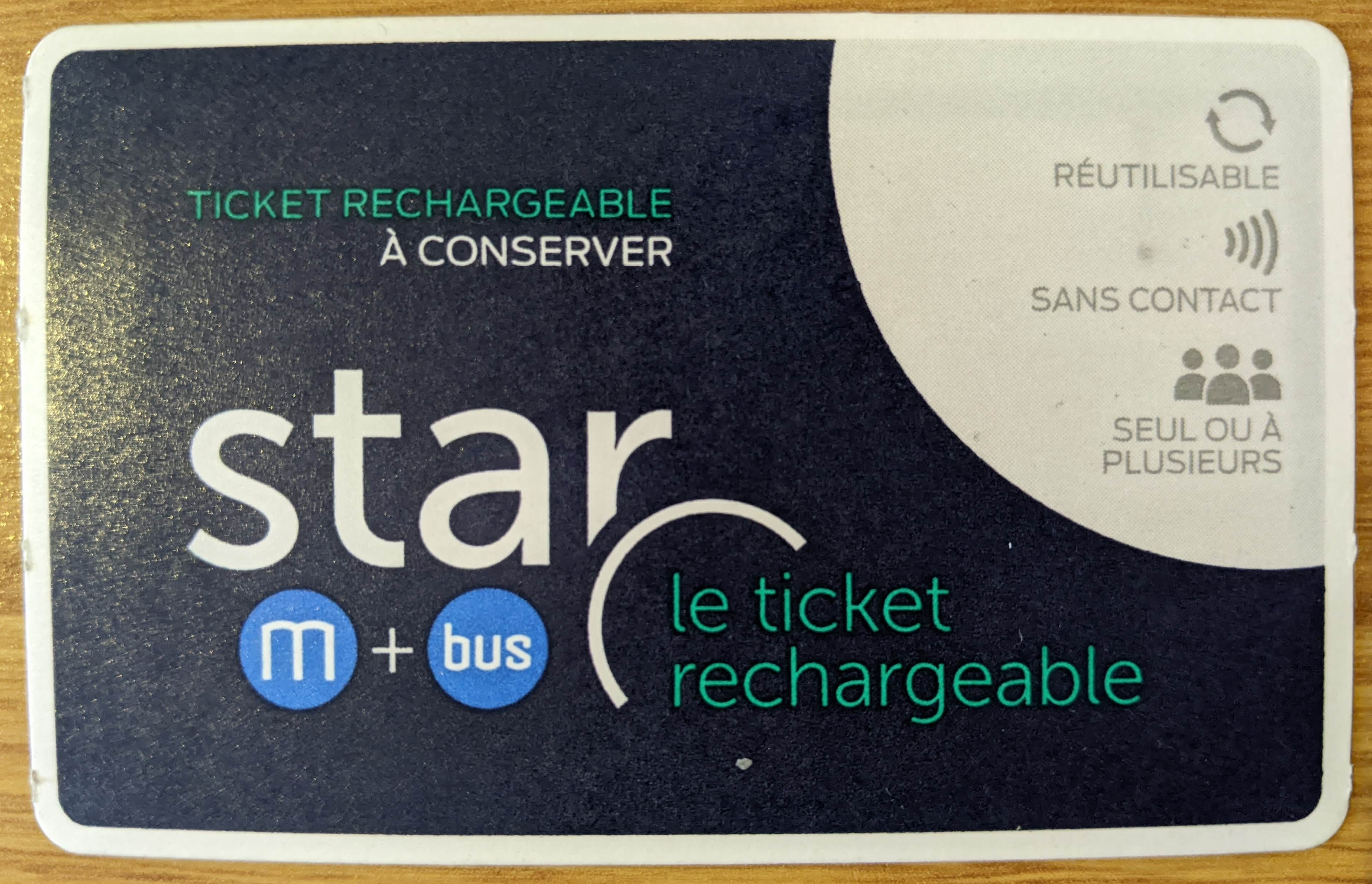
Ticket rechargeable servant de support aux titres occasionnels depuis 2020.

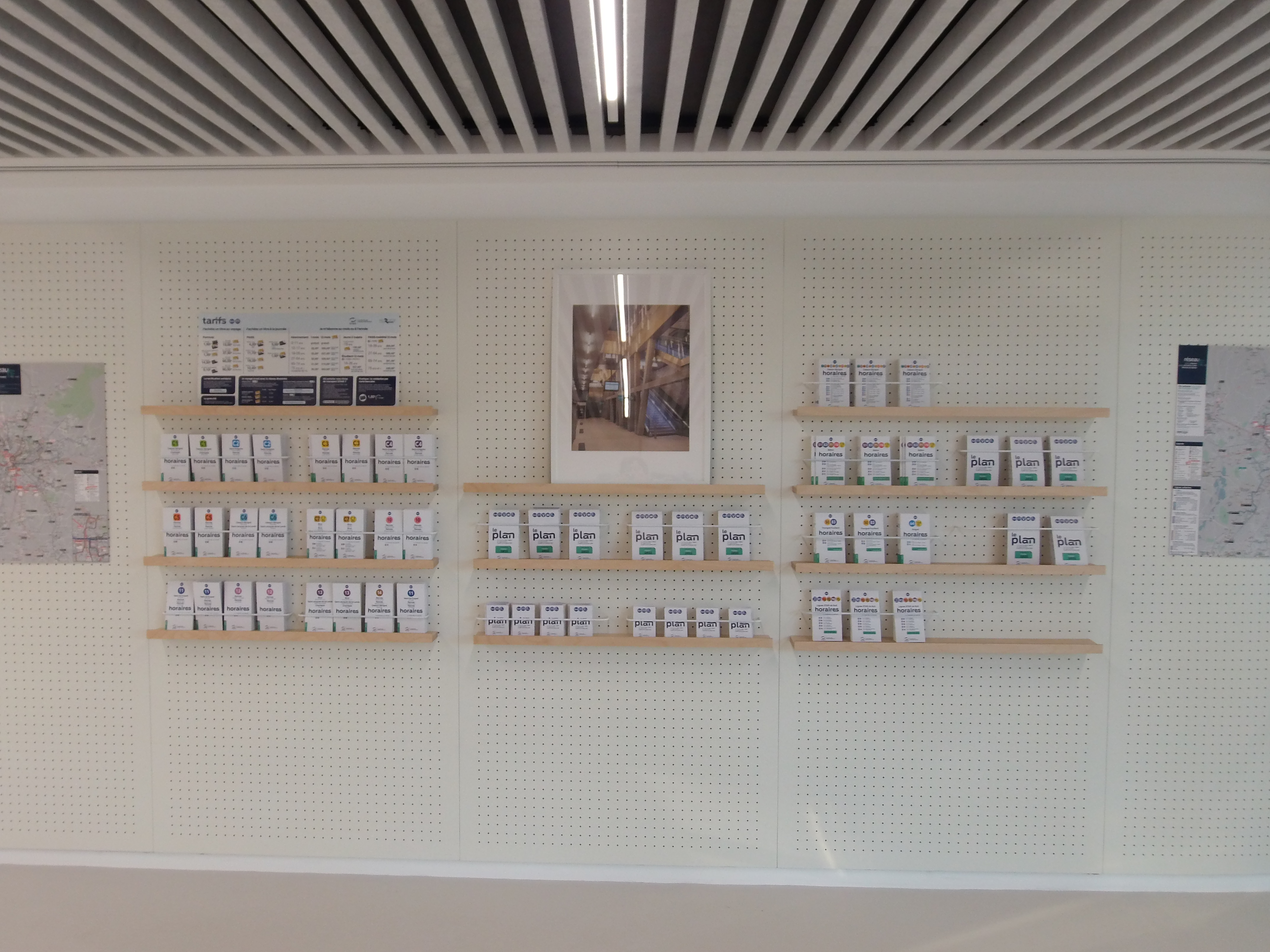
Documentation (fiches horaires et plans) dans l'agence commerciale STAR de Beaulieu - Université.

Les mêmes titres de transport sont valables dans tous les bus et métros. La billettique régionale KorriGo fut mise en service le 1er mars 2006. Elle se présente sous forme de carte à puce (n'enregistrant que les passages des voyageurs sans prendre en compte ses informations personnelles, pour une meilleure visibilité des passages afin d'améliorer le service de transport). Tous les autobus du réseau STAR et les stations de métro sont équipés du système KorriGo, incluant les tickets papier. Ce système a été étendu aux TER en octobre 2006 et aux autocars du réseau Illenoo en septembre 2007 avec des abonnements prévus à cet effet. Les tickets et abonnements Unipass permettent d'empunter le réseau STAR et les TER à l'intérieur de la métropole avec un seul et même titre.
De nouveaux titres de transports sont apparus avec la carte KorriGo permettant de voyager en groupe à tarif réduit, voyager aux heures creuses à tarif réduit via la formule « Liberté », etc.
Le 1er décembre 2020, le système billétique du réseau est renouvelé (valideurs, distributeurs, tickets, etc.) à l'exception de la carte KorriGo : les tickets papier laissent place à un ticket sans contact rechargeable, dont le coût d'achat de 0,10 € s'ajoute au prix du titre de transport, et les portillons d'accès dans les stations de métro, dans le but de limiter la fraude, sont mis en service. Chaque année, 13 millions de tickets papier étaient édités.
Le coût du nouveau système est de huit millions d'euros, dont 3,5 millions pris en charge par la région Bretagne et l'union européenne. La métropole et Keolis espèrent ainsi pouvoir mettre en place des tarifs différenciés et limiter le phénomène de « repasse », consistant à donner un titre de transport encore valable à un autre voyageur.
En outre, la gratuité pour les enfants s'applique désormais à partir de 12 ans et les tarifs des abonnements pour les moins de 26 ans sont fortement réduits.
Le titre « 1 voyage » coûte 1,70 € et est valable une heure, le titre « 10 voyages » coûte 15,30 € et chaque voyage est valable une heure et le « Pass 1 à 7 jours » de 4,70 à 20,55 € selon le nombre de jours choisi. Des abonnements hebdomadaires, mensuels et annuels sont possibles, avec des tarifs réduits pour les scolaires, les étudiants, les personnes handicapées à 80 % minimum et personnes âgées. Des abonnements multimodaux sont possibles pour les résidents hors métropole, sur certains trajets par train, TER, ou autocars aux terminus de la station Gares.
La tarification solidaire est un système de « gratuité sociale » dont peuvent bénéficier « tous les membres d'une famille [dont chaque membre dispose d'une carte KorriGo classique] à revenus modestes habitant Rennes Métropole, sous conditions de ressources »,. 110 000 personnes étaient éligibles en 2015, dont 53 000 d'entre eux en bénéficiaient, soit un quart de la population de Rennes Métropole et représentaient 27 % des 77 millions de voyages enregistrés en 2015.
Ce système évolue au 1er janvier 2017 avec l'introduction de réductions de 50 ou 80 % du coût de l'abonnement pour des personnes ayant des revenus inférieurs à respectivement 1 200 et 1 050 euros. Cette mesure permet à 36 000 personnes supplémentaires de bénéficier de la tarification solidaire, soit un total de 146 000 personnes (1 habitant sur 3 de Rennes Métropole). Le gain de fréquentation espéré est d'environ 1,2 million de voyageurs annuels. La gratuité s'applique aussi pour les enfants de moins de six ans et les personnes en situation d'invalidité (civil ou ancien combattant).
L'autre objectif de cette nouvelle tarification est de réduire le nombre de « voyages gratuits » sur le réseau, 26,5 % en 2014, supérieur à la moyenne nationale de 12,2 % en 2013, et qui avait augmenté de près de 11,8 % depuis 2011. Ainsi, 5 000 personnes ne sont plus éligibles au transport gratuit et sont basculés sur les tarifs réduits, tandis que le système est mieux adapté aux familles nombreuses.
Depuis juin 2015, une personne contrôlée ne possédant pas de titre de transport en règle peut, au choix, s’acquitter d'une amende ou s'abonner pour une durée de trois mois.
Lors d'un pic de pollution, tels ceux de l'hiver 2014 et de janvier 2017, le réseau fut gratuit, afin d'inciter les habitants à utiliser les transports en commun plutôt que leur véhicule personnel ; cette mesure provoque un manque à gagner journalier d'environ 70 000 € pour Rennes Métropole. Toutefois, aucune étude d'impact n'a été menée sur l'impact de cette mesure. Depuis 2018, la gratuité est abandonnée au profit d'un « Pass qualité de l'air » vendu qui est équivalent à un « Pass 1 jour » ordinaire vendu au prix du titre « 1 voyage », mis en place dès le 1er jour d'alerte alors que la gratuité était activée au 3e jour seulement.
Les titres de transports sont distribués par plusieurs canaux :
- en agence commerciale, Beaulieu - Université, Henri Fréville, Sainte-Anne (qui remplace celle de la rue du Pré-Botté à proximité de la station République en octobre 2022), Villejean - Université et à l'espace KorriGo à la gare de Rennes ;
- sur internet, via le site internet ou via l'application Android et iOS ;
- les distributeurs automatiques de titres de transport installés dans les stations de métro ;
- les points de vente partenaires (bar-tabac, boulangerie...), répartis dans toute la métropole ;
- les distributeurs automatiques de billets du Crédit mutuel de Bretagne.

Depuis le 15 décembre 2021, il est possible d'utiliser une carte bancaire sans contact comme titre de transport en la validant directement sur la borne, c'est décompté comme un titre « 1 voyage ».
L'agence commerciale, appelée guichet dans les années 1970 ou point info STAR dans les années 1990 s'est successivement située dans les galeries de l'opéra puis place de la Mairie à la fin des années 1970 avant d'être rejointe par celle de la rue du Pré-Botté dans les années 1990,. La date de fermeture de l'agence de la mairie est inconnue.

#### Évolution des prix
Le tableau ci-dessous récapitule l'évolution des prix sur trois titres de transport depuis 1972 et l'apparition du ticket unique, bien que le sectionnement — achat d'un ticket dédié — ait été maintenu jusqu'en 1981 pour Cesson-Sévigné, Chantepie, Chartres-de-Bretagne et Saint-Grégoire,.
Le premier abonnement hebdomadaire est expérimenté en 1949.
Du côté des tarifs sociaux, les premières initiatives de gratuité pour les chômeurs et les retraités remontent en 1977 sur les dessertes urbaines, autrement dit les lignes desservant uniquement la ville de Rennes.
| Année               | Ticket 1 voyage | Carnet de dix tickets                   | Abonnement mensuel (plein tarif, valable un mois) |
| ------------------- | --------------- | --------------------------------------- | ------------------------------------------------- |
| 1972                | 1,20 F          | 7 F                                     | 37 F                                              |
| 1981                | 3 F             | 16,20 F (18 F si acheté à bord des bus) | 76 F                                              |
| 1982                | 3,50 F          | NC                                      | 86 F                                              |
| 20 mars 1985        | 4,50 F          | 23 F                                    | 103 F                                             |
| 1er avril 1987      | 5 F             | 25,50 F                                 | 110 F                                             |
| début 1996          | 5,50 F          | 41 F                                    | 170 F                                             |
| 1er avril 1996      | 6 F             | 42,50 F                                 | 175 F                                             |
| 1er juin 2003,      | 1 €             | 9,20 €                                  | 31 €                                              |
| 1er juin 2004,      | 1,10 €          | 9,40 €                                  | 32 €                                              |
| 2005,               | 1,10 €          | 9,70 €                                  | 33 €                                              |
| 2006,               | 1,10 €          | 10 €                                    | 34,20 €                                           |
| 2007,               | 1,10 €          | 10,20 €                                 | 35,60 €                                           |
| 2008,               | 1,20 €          | 10,50 €                                 | 36,60 €                                           |
| 2009,               | 1,20 €          | 11,10 €                                 | 38,50 €                                           |
| 1er juillet 2011,   | 1,30 €          | 11,60 €                                 | 42,60 €                                           |
| 1er juillet 2012,   | 1,40 €          | 12,20 €                                 | 44,20 €                                           |
| 1er septembre 2014, | 1,50 €          | 13,70 €                                 | 47,40 €                                           |
| 1er juillet 2015,   | 1,50 €          | 13,70 €                                 | 49,60 €                                           |
| 1er juillet 2016    | 1,50 €          | 14,50 €                                 | 49,60 €                                           |
| 1er juillet 2017    | 1,50 €          | 14,50 €                                 | 50,50 €                                           |
| 1er juillet 2018    | 1,50 €          | 14,50 €                                 | 51,30 €                                           |
| 1er juillet 2019    | 1,50 €          | 14,50 €                                 | 52,95 €                                           |
| 1er juillet 2021    | 1,50 €          | 14,50 €                                 | 52,95 €                                           |
| 1er juillet 2023    | 1,70 €          | 15,30 €                                 | 52,95 €                                           |

#### Financement

Rennes Métropole est l'autorité organisatrice de la mobilité.

En 2023, le financement du fonctionnement du réseau est assuré par Rennes Métropole, l'exploitant Keolis Rennes et les sous-traitants assurant l'entretien des véhicules et les charges de personnels.
Cependant, les tarifs des billets et abonnements dont le montant est limité par décision politique ne couvrent pas les frais réels de transport : l'usager ne paie que 28 % du coût, le manque à gagner est compensé par l'autorité organisatrice, Rennes Métropole. Elle définit les conditions générales d'exploitation ainsi que la durée et la fréquence des services. L'équilibre financier du fonctionnement est assuré par une dotation globale annuelle à Keolis Rennes, de 83 millions d'euros en 2016, cette dernière reversant à la métropole les recettes de la vente de titres de transport,.
En 2023, Rennes Métropole investi 374 millions d'euros dans le financement des transports publics rennais, soit 38 % de son budget global. Toutefois, cet investissement ne représente que 25 % du financement, 21 % étant assuré par ce que paient les voyageurs et 54 % est assuré par le versement mobilité (VM) payé par les entreprises de plus de neuf salariés (dont le taux est fixé à 2 % depuis le 1er janvier 2014),,. Le VM a rapporté 115 millions d'euros à la métropole en 2021.
Toutefois, chaque année entre 3 et 4 millions d'euros de manque à gagner est imputable à la fraude, dont le taux est de 10,5 % en 2016, contre 9,9 % et 2014 et 11,4 % en 2011,. L'objectif affiché par la métropole est de le faire tomber sous les 7 %, sous peine de sanctions financières pour Keolis Rennes, et passe par la pose de portillons d'accès dans le métro ainsi que par des opérations de contrôle de grande ampleur comme celle organisée en octobre 2016 où 140 agents ont contrôlés stations de métro et bus durant trois heures,. En novembre 2022, le taux  de fraude dans le métro est tombé à 5,6 % malgré les dysfonctionnements des portillons et à 7,9 % sur l'ensemble du réseau.

## Impact socio-économique

### Trafic
En 30 ans, la fréquentation du réseau a plus que doublé, en partie grâce à l'arrivée du métro en 2002. En 2023, 390 000 personnes sont transportées quotidiennement dont 194 000 pour le métro et 196 000 pour le bus ; l'ouverture de la 2e ligne a fait bondir la fréquentation de 20 %.
Le réseau a battu deux records de fréquentation journalière en décembre 2024, avec 305 000 voyageurs pour un samedi et 165 000 voyageurs un dimanche, aidé en cela par les rencontres trans musicales et la gratuité mise en place durant certains weekends avant Noël.
| Année                 | Nombre de voyageurs (en millions) | Année                                                                      | Nombre de voyageurs (en millions) |
| --------------------- | --------------------------------- | -------------------------------------------------------------------------- | --------------------------------- |
| 1940                  | env. 4                            | 2005                                                                       | 56,7                              |
| 1942                  | env. 6                            | 2006                                                                       | 60                                |
| 1944                  | env. 2                            | 2007                                                                       | 63,5                              |
| 1954                  | env. 6                            | 2008                                                                       | 67,4                              |
| 1960                  | env. 8                            | 2009                                                                       | 66,5                              |
| 1966                  | 10,7                              | 2010                                                                       | 68                                |
| 1972                  | 9,2                               | 2011                                                                       | 71,6                              |
| 1973                  | 10,2                              | 2012                                                                       | 74,4                              |
| 1974                  | 12,1                              | 2013                                                                       | 74,7                              |
| 1975                  | 13,9                              | 2014                                                                       | 77                                |
| 1976                  | 15,1                              | 2016                                                                       | 81,2                              |
| 1977                  | 17,6                              | 2018                                                                       | 85,6                              |
| 1978,                 | 20,2                              | 2019                                                                       | 88,5                              |
| 1979                  | 22,1 (estimations)                | 2020                                                                       | 56                                |
| 1981                  | 24,8                              | 2021                                                                       | 68,3                              |
| 1983[réf. incomplète] | 30                                | 2022                                                                       | 88,9                              |
| 1986                  | 33                                | 2023                                                                       | 103,3                             |
| 1988                  | 36                                | Objectif fixé pour 2024 (dans le cadre de la délégation de service public) | 112                               |
| 1996                  | 33,9                              | Prévision dans le cadre de la ligne B du métro                             | 120                               |
| 2000                  | 33,8                              | -                                                                          | -                                 |
| 2001                  | 33,5                              | -                                                                          | -                                 |
| 2002                  | 45                                | -                                                                          | -                                 |
| 2004                  | 55                                | -                                                                          | -                                 |
| 2003                  | 51                                | -                                                                          | -                                 |

### Dans la culture
Lors de l'inauguration de la première ligne du métro, une oblitération postale spéciale a été réalisée, portant la mention « Le métro dans ma ville » et la date du 17 mars 2002.
Le STAR expérimente en 2024 une mascotte, une hermine portant une marinière nommée Bougeotte, avec une communication destinée aux enfants sur comment faire du vélo ou utiliser les transports en commun.